# Reichstagspräsidentenpalais

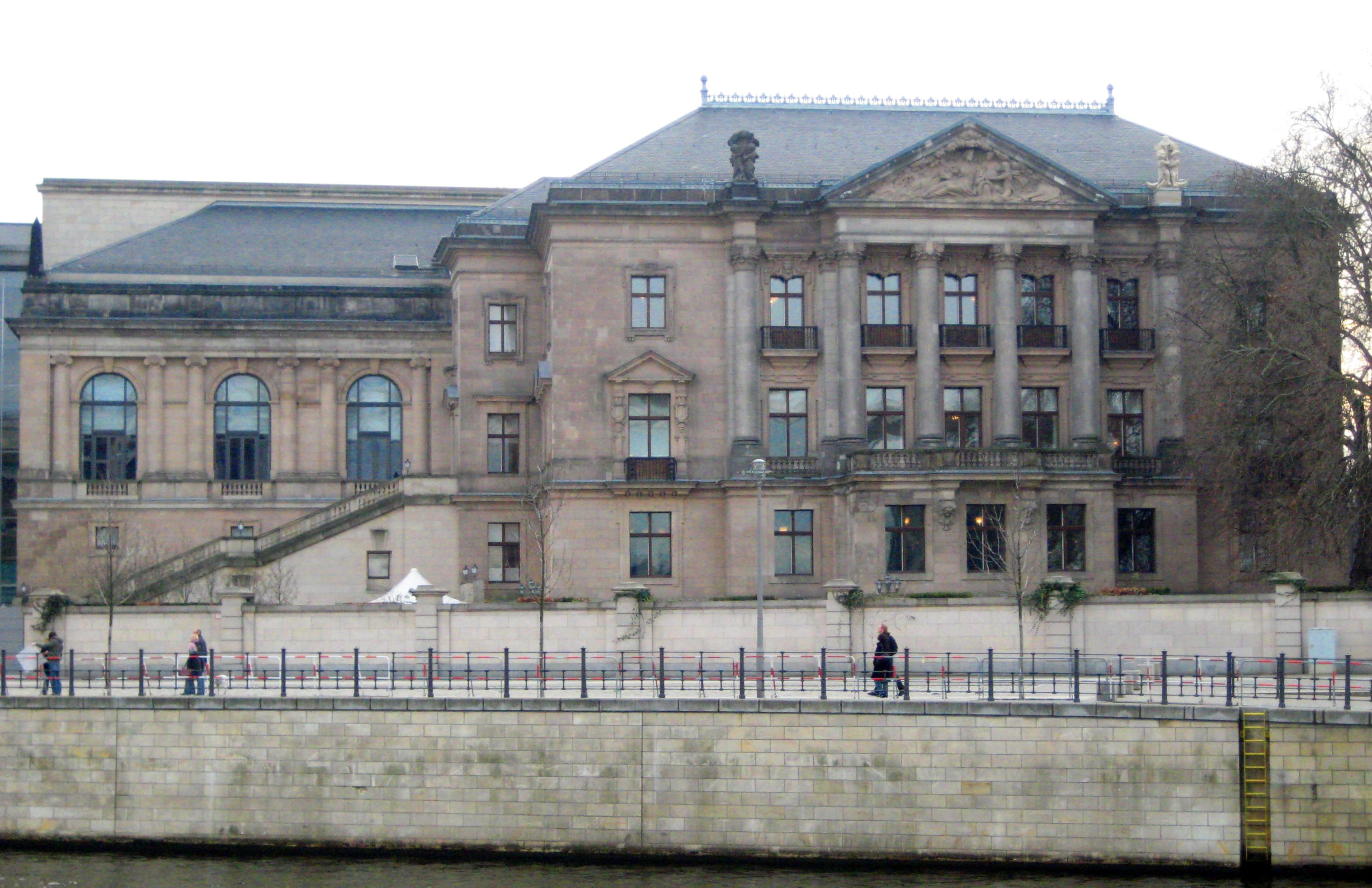
Das Reichstagspräsidentenpalais, Nordseite am Spreeufer

Das Reichstagspräsidentenpalais ist ein unter Denkmalschutz stehendes Gebäude am Friedrich-Ebert-Platz in Berlin gegenüber dem Osteingang des Reichstagsgebäudes. Es ist heute Sitz der Deutschen Parlamentarischen Gesellschaft (DPG).
Es ist Teil des vom Deutschen Bundestag genutzten Gebäudekomplexes Jakob-Kaiser-Haus und neben dem Reichstagsgebäude und zwei älteren ebenfalls in das Jakob-Kaiser-Haus integrierten Altbauten Teil der historischen Baumasse im neuen Regierungsviertel im Spreebogen.

## Geschichte
Das Reichstagspräsidentenpalais wurde von Paul Wallot, dem Architekten des Reichstagsgebäudes, entworfen und zwischen 1899 und 1904 auf dem einzigen noch unbebauten Grundstück in dessen unmittelbarer Nähe errichtet.

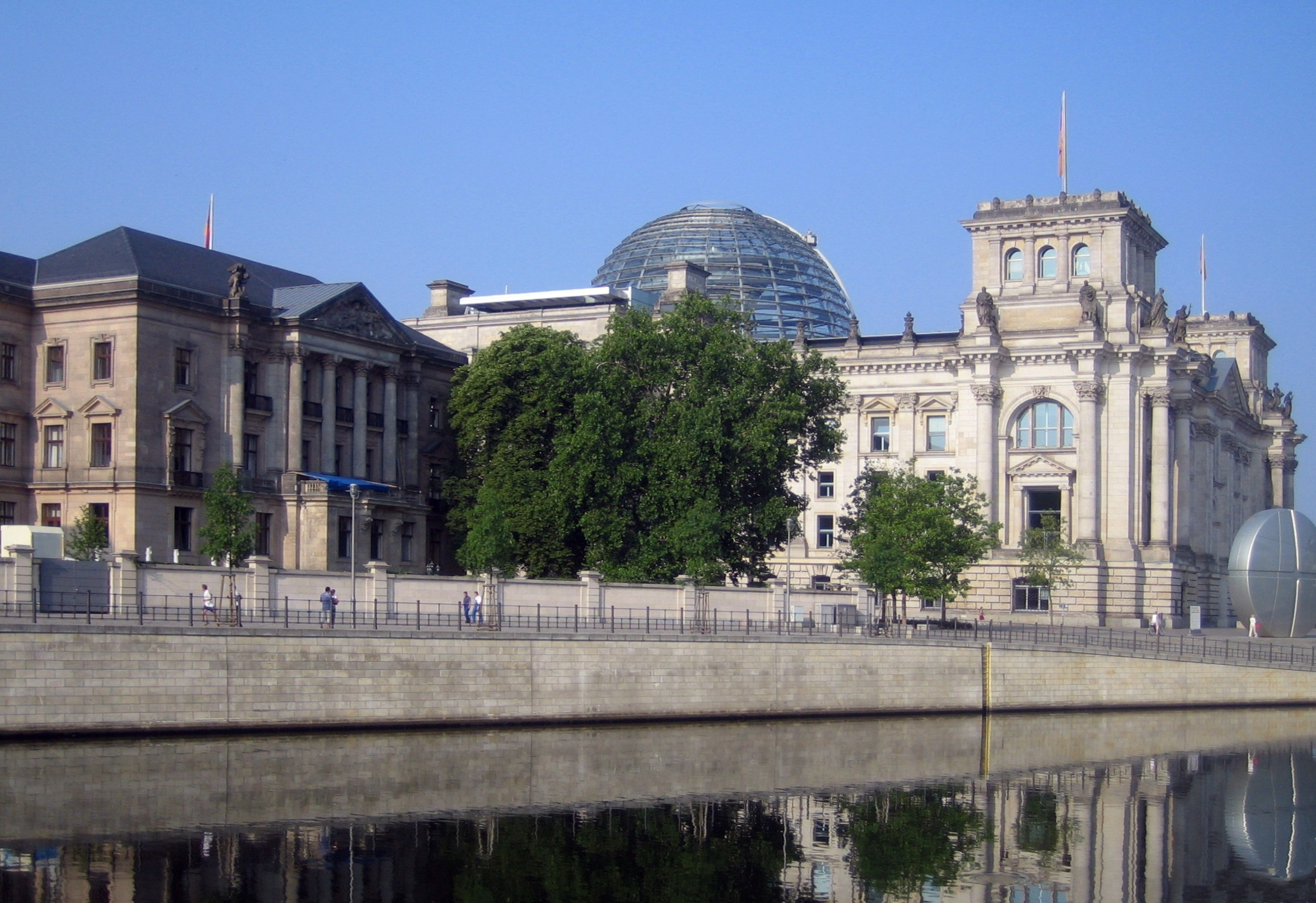
Palais und Reichstag

Um trotz des ungünstig geschnittenen und engen Grundstücks einen repräsentativen Bau zu ermöglichen, richtete Wallot die Schauseite des Gebäudes auf die Spree aus und gewann dadurch Platz für eine Gartenanlage und eine Auffahrt zum östlich angebauten „Kaisersaal“, einem Festsaal. Den Eingang zu den Wohnräumen des Reichstagspräsidenten legte er an die dem Reichstag zugewandte Seitenfassade. Die Sandsteinfassaden des Palais sind reich gegliedert und mit Bauschmuck versehen.
Bis 1919 nutzten die Reichstagspräsidenten das um einen später zerstörten Trakt für Bedienstete erweiterte Palais zunächst ausschließlich als Wohn- und Arbeitssitz. In der Weimarer Republik wurde das Palais auch als demokratisches Forum für politische Begegnungen und Debatten genutzt.
Am 30. August 1932 zog der NS-Politiker Hermann Göring als Reichstagspräsident in das Palais ein. Das Nachrichtenmagazin Der Spiegel berichtete 1959 von der Behauptung des Journalisten Harry Schulze-Wilde, dass am 27. Februar 1933 Angehörige der SA unter Mitwisserschaft Görings einen Gang vom Palais in den Reichstag genutzt hätten, um das Parlamentsgebäude in Brand zu setzen. Der Gang führte vom Reichstag und dem Reichstagspräsidentenpalais zu einem nahe gelegenen Heizwerk. Bei Umbauten in den 1990er Jahren wurde tatsächlich ein Rohrleitungsgang freigelegt. Ein Teil davon ist bei den Bauarbeiten herausgesägt worden und steht nun in der Fußgängerunterführung vom Reichstag zum Jakob-Kaiser-Haus.

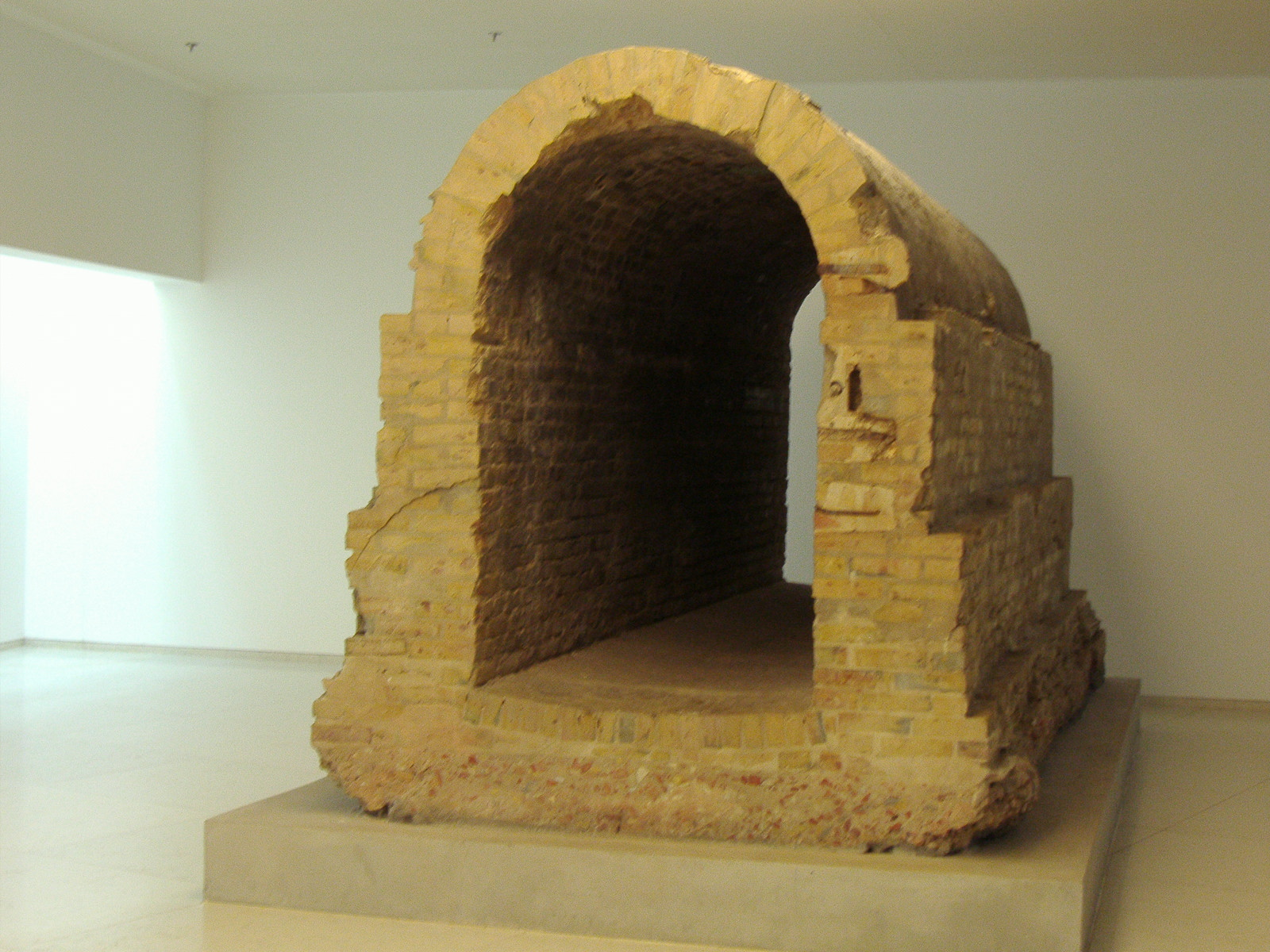
Fragment des unterirdischen Rohrleitungsgangs

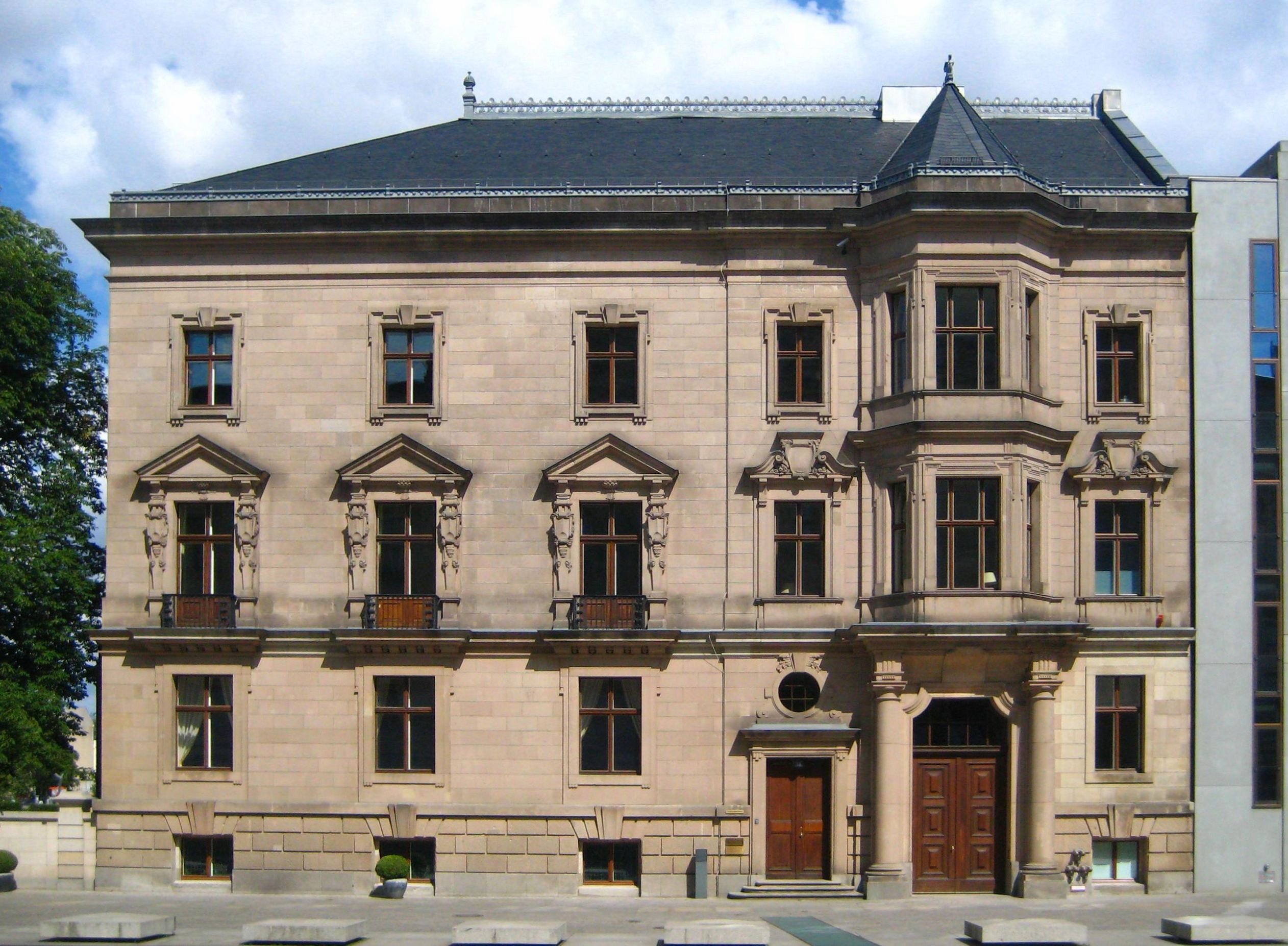
Westfassade mit Eingang zu den ehemaligen Wohnräumen des Reichstagspräsidenten

Nach 1933 wurde das Palais von den herrschenden Nationalsozialisten als Amtssitz des Reichstagspräsidenten zwar weiterhin formal aufrechterhalten, doch büßte es infolge der Entmachtung des Parlaments seine vormalige Bedeutung weitgehend ein. In diesem Gebäude fand auch das Geheimtreffen vom 20. Februar 1933 Hitlers mit führenden Industriellen statt. Im Zweiten Weltkrieg erlitt der Bau durch Kriegseinwirkungen nachhaltige Schäden.
Nach Kriegsende 1945 wurde das Palais mit Ausnahme des östlichen Gebäudeteils instand gesetzt und während der DDR-Zeit auf verschiedene Weise genutzt, unter anderem von 1949 bis 1959 durch das Institut für Marxismus-Leninismus beim Zentralkomitee der SED und später lange Zeit als Sitz des „VEB Deutsche Schallplatten“. 1961 bis 1989 grenzte das Gebäude direkt an die Berliner Mauer, die zwischen Palais und Reichstagsgebäude verlief.
Am 20. Juni 1991 beschloss der Bundestag in seinem Hauptstadtbeschluss die Verlegung des Parlaments- und Regierungssitzes von Bonn nach Berlin. 1994 wurde das Palais mitsamt dem Verbindungstunnel zum Reichstag und der Gartenanlage vom Landeskonservator unter Denkmalschutz gestellt. Zwischen 1997 und 1999 wurde das Gebäude im Auftrag der Bundesbaugesellschaft Berlin unter der Leitung des Kölner Architektenbüros Thomas van den Valentyn in Anlehnung an die ursprüngliche Baugestalt restauriert. Dabei wurde auf die erhalten gebliebenen Teile der Innenausstattung aus der Bauzeit Rücksicht genommen.

## Sitz der Deutschen Parlamentarischen Gesellschaft
Mit dem Umzug des Deutschen Bundestages wurde das ehemalige Reichstagspräsidentenpalais im September 1999 Sitz der Deutschen Parlamentarischen Gesellschaft.
Es dient auch in begrenztem Umfang dem Bundestag als politischer Treffpunkt sowie als Ort parlamentarischer Empfänge und Veranstaltungen (parlamentarischer Abend). Nach der Bundestagswahl 2005 gelangte das Reichstagspräsidentenpalais in das öffentliche Blickfeld, da in den Räumen der DPG die Sondierungsgespräche der potentiellen Koalitionspartner stattfanden. Auch nach den Bundestagswahlen 2013 und 2017 wurden hier die Sondierungsgespräche geführt.